# 80 km (Sosnowy Bór)
80 km (ros. 80 км) – przystanek kolejowy w miejscowości Sosnowy Bór, w obwodzie leningradzkim, w Rosji. Położony jest na linii z Dworca Bałtyckiego do Wiejmarna.